# 非人手所造像教堂
非人手所造像教堂（英语：Church of the Acheiropoietos）是希腊北部城市塞萨洛尼基一座5世纪拜占庭教堂。它位于市中心的圣索菲亚大街，Makedonomachon 广场对面。

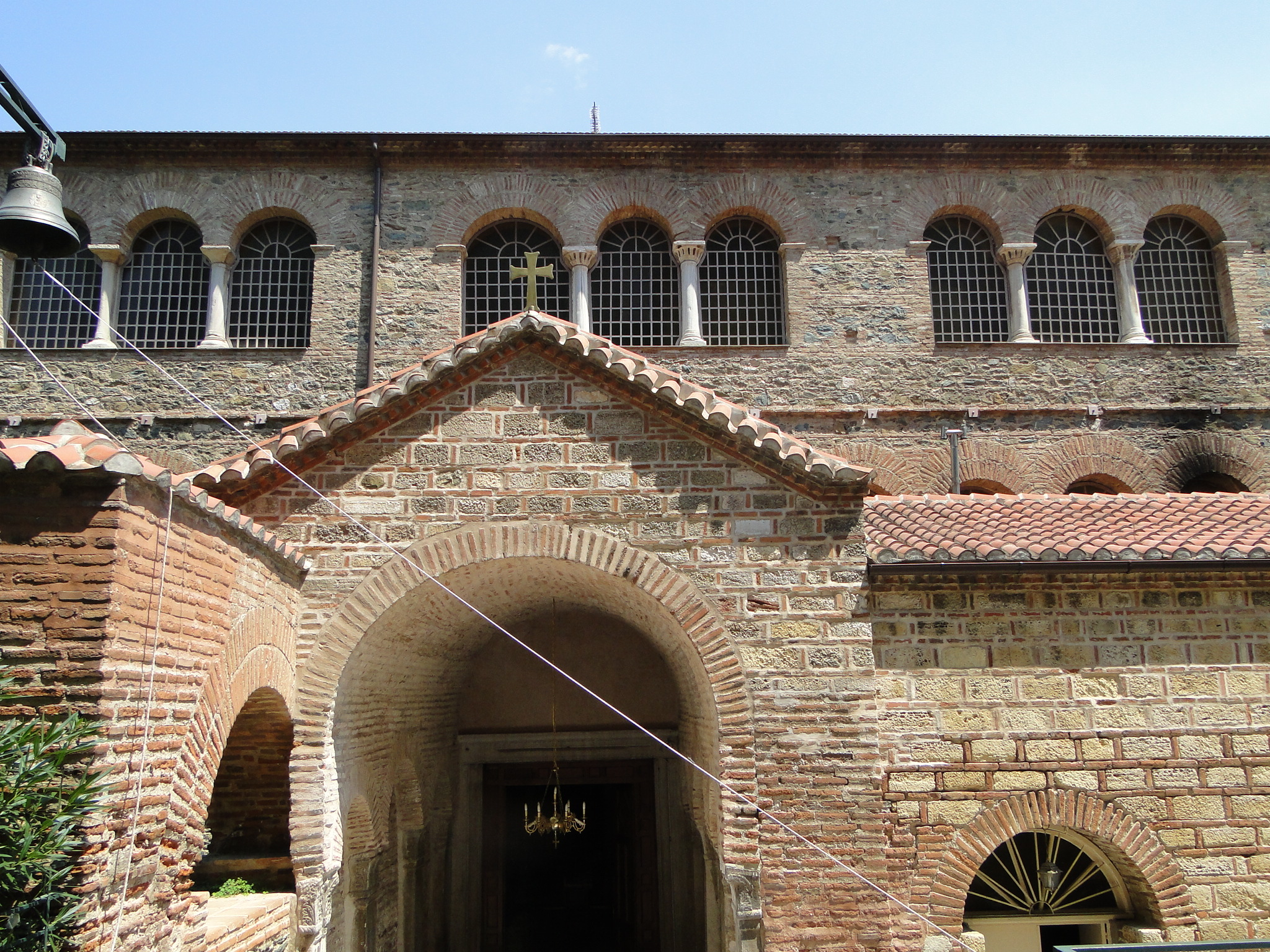

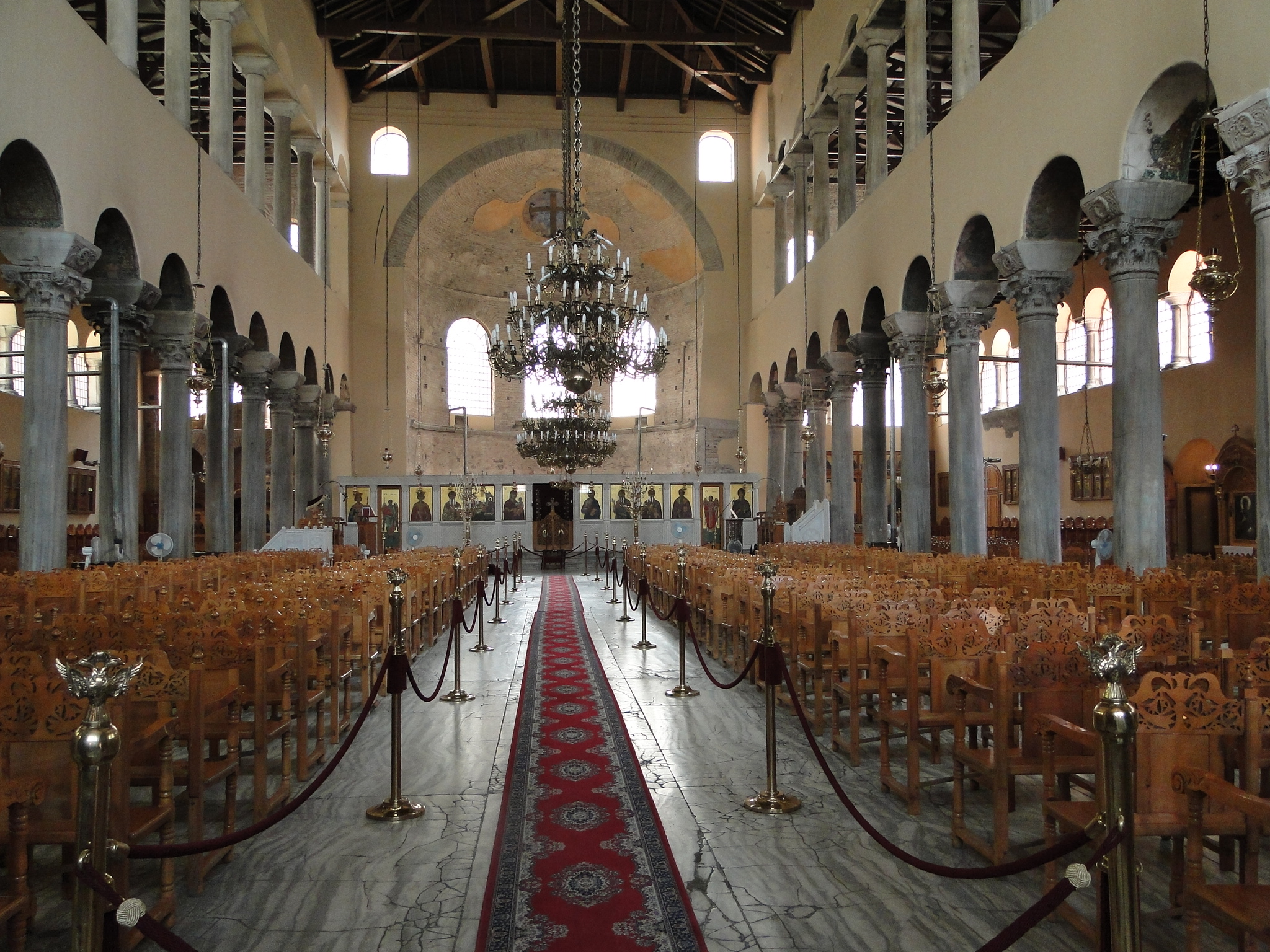

该教堂建于450–470年，也许是该市现存最早的教堂。该堂供奉圣母玛利亚，在拜占庭时期，它供奉圣母玛利亚。它目前的名称始于1320年，据推测得名于该堂一幅神奇的非人手所造（acheiropoietos）的圣母像。 拜占庭文献表明，该堂还供奉该市的主保圣人塞萨洛尼基的德米特里。
该堂宽28米，长36.5米。室内仍保存精美的5世纪绿色大理石爱奥尼柱、中殿的大理石地面，5世纪的镶嵌画，以及13世纪初壁画。
1430年奥斯曼帝国征服该市后，该堂是第一个改为清真寺的教堂, 由苏丹穆拉德二世本人。在整个奥斯曼帝国时期，它一直是该市的主要清真寺，名为“老清真寺”（Eski Camii）。穆拉德的题词仍保存在北侧柱廊的从东面起的第八根柱子上。